# Clypeopyrenis
Clypeopyrenis är ett släkte av svampar. Clypeopyrenis ingår i familjen Pyrenulaceae, ordningen Pyrenulales, klassen Eurotiomycetes, divisionen sporsäcksvampar och riket svampar.
|               | Pyrenula                                    |
|               |                                             |
|               | Anthracothecium                             |
|               |                                             |
|               | Lithothelium                                |
|               |                                             |
|               | Distopyrenis                                |
|               |                                             |
| Clypeopyrenis | \| \| Clypeopyrenis microsperma \| \| \| \| |
|               | \| \| Clypeopyrenis microsperma \| \| \| \| |
|               | Sulcopyrenula                               |
|               |                                             |
|               | Mazaediothecium                             |
|               |                                             |
|               | Pyrgillus                                   |
|               |                                             |
|               | Clypeopyrenis microsperma                   |
|               |                                             |

|  | Clypeopyrenis microsperma |
|  |                           |